# Nanorana
Nanorana är ett släkte av groddjur. Nanorana ingår i familjen Dicroglossidae.
Arter enligt Catalogue of Life:
- Nanorana aenea
- Nanorana annandalii
- Nanorana arnoldi
- Nanorana blanfordii
- Nanorana chayuensis
- Nanorana conaensis
- Nanorana delacouri
- Nanorana ercepeae
- Nanorana feae
- Nanorana gammii
- Nanorana liebigii
- Nanorana maculosa
- Nanorana medogensis
- Nanorana minica
- Nanorana mokokchungensis
- Nanorana parkeri
- Nanorana pleskei
- Nanorana polunini
- Nanorana quadranus
- Nanorana rarica
- Nanorana rostandi
- Nanorana taihangnica
- Nanorana unculuanus
- Nanorana ventripunctata
- Nanorana vicina
- Nanorana yunnanensis